# Natasja Morales
Natasja Morales is een (radio)programma maker, presentatrice, podcastmaker en cultureel ondernemer.

## Carrière
De in het Oude Westen van Rotterdam geboren en getogen Morales begon haar carrière in 1989 als 15-jarige danseres op housefeesten. Van 1990 tot 1993 was zij de eerste en vaste danseres in de house formatie Holy Noise. In de jaren daarna trad zij veel op tijdens de vele party's van Ted Langenbach en pikte ze daar het presenteren en hosten op. Ook organiseerde Natasja in 2001 haar eigen dance-party's, ‘ArtAttack’ genaamd, waarin kunst naar jongeren werd gebracht. Natasja ontwikkelde een tv-format en pilotaflevering voor MTV.
Voor De Telegraaf schreef zij columns.
Ze was te zien in verschillende tv-reclamespotjes als Trinicom en Speurders.nl.
Voor radiozender FunX presenteerde en produceerde Morales verschillende radio programma’s als Funx Start, Funx Late Night en Bits N’ Beats en deed ze stemacteerwerk voor de radio-soap FunXtream. Ze ontwikkelde in 2004 het meiden radioprogramma ‘Chica Radio’, een meidenparticipatie project voor en door Rotterdamse meiden, dat wekelijks te beluisteren was op FunX. In 2010 maakte zij een documentaire over een aantal meiden van Chica Radio welke te zien was op TV Rijnmond (57 minuten, en 1.000.000 kijkers) tijdens het Nederlands Filmfestival.
In 2011 maakte Morales met Chica Radio de overstap van de lokale zender Funx naar de regionale zender RTV Rijnmond en gaf het radio programma de naam ‘Chicks And The City’ (radio gemaakt door meiden, uit de regio Rijnmond), hetgeen zij organiseerde en presenteerde. In 2019 richt Morales zich met Chicks And The City volledig op het maken van podcasts, livestreams en live talkshows. Ook ontwikkelt Natasja de beeldvariant van het meidenparticipatie project Chicks And The City, Chicks ON Screen genaamd, voor Open Rotterdam TV.
In 2018 wordt Morales benoemd als directeur van stichting Adelaida waar alle meidenparticipatie projecten onder vallen en in 2024 lanceert Morales een nieuw media format Chicks Talk, een vidcast (video podcast) die uitgezonden wordt bij Open TV Rotterdam.
Met haar podcast service InPodWeTrust maakt Morales podcasts voor organisaties en bedrijven. Natasja was als programma-commissielid betrokken bij netwerkorganisatie Club25 te Rotterdam.
Ook zat zij vanaf 2020 vier jaar in de raad van toezicht van het Luxor Theater in Rotterdam.
Natasja presenteert en modereert regelmatig tijdens evenementen waarbij kunst, cultuur, jongeren (met name jonge meiden), mens en maatschappij centraal staan.

## Nominaties en onderscheidingen
2022 - nominatie Joanne Ellenkamp-prijs. Een erkenning voor voorvechters van LHBTI+ rechten in Rotterdam.
2019 - Persoonlijke onderscheiding "Bep Slechte Prijs" van Zonta Club voor haar rol in de versterking van de positie van jonge vrouwen.
2018 – Persoonlijke onderscheiding Rotterdamse vrouw van het jaar bij vrouwendag Rotterdam.
2011 - Nominatie Aardig Onderweg Award met meidenparticipatie radio project 'Chicks And The City'.
2011 - Nominatie NL Award (lokale omroep awards) voor de documentaire "de meiden van Chica Radio"

## Vocale bijdragen
Morales leverde vocale bijdragen aan verschillende dancenummers waaronder “Take My Pain” van Chiffon, “Believe In Me” van DJ R-No, “Heaven” van Chiffon, “Believe In Me” van Boys From Karnak, “Tear in the Ocean” en “Release the Pressure” van de Klubbheads.
De bekendste is de hit The launch van DJ Jean, waarvoor zij tevens een gouden plaat ontving. Voor Rotterdam TV en RTV Rijnmond presenteerde zij het praatprogramma Café Zuidplein en 39 humaninterestitems voor het tv-programma ‘Aanpakken’.

## Privé
Natasja wordt geboren in een gezin waar armoede en drugsverslaving van beide ouders een feit waren. Haar jeugd heeft haar geïnspireerd om het meiden radioproject Chica Radio/Chicks And The City op te zetten waarmee ze jonge meiden een stem geeft en werkt aan de zelfredzaamheid van deze meiden. In de documentaire De meiden van Chica Radio laat Natasja als maker en personage een stuk uit haar privéleven zien en is de leus een dubbeltje kan wel een kwartje worden een rode draad.
In 2012 trouwt zij met producer, turntablist en mede-eigenaar van Demonfuzz Records te Rotterdam, Erwin Zimmerman (DJ Git Hyper) en krijgen zij samen een zoon.